# Иван Хорак-Горски
Иван Хорак-Горски (Градачац 20. септембар 1901, Градачац - послије 1967 (?)) био је хрватски и југословенски драмски глумац и оперетски пјевач.
Завршио је два разреда гимназије. Први пут је ступио на сцену 1919. у Осијеку. Између два свјетска рата био је ангажован у позориштима у Новом Саду, Љубљани и Београду. Члан ансамбла Народног позоришта Врбаске бановине био је у сезонама 1932/33, 1934-1936, и 1939/40. Током Другог свјетског рата био је ангажован у Хрватском државном казалишту у Бањој Луци (1941-1944), а након рата играо је у Пули. Своје најбоље сценске креације остварио је у оперетама и комадима са пјевањем.